# Queen Rinas
Il Queen Rinas è un traghetto appartenente alla compagnia di navigazione araba Tarco Marine.

## Caratteristiche
Il traghetto è spinto da sei motori Diesel Nohab/Polar SF116VS-E eroganti ciascuno 1765 kW di potenza a 750 giri/min, per un totale di 10590 kW. La nave può raggiungere una velocità massima di 19 nodi e può trasportare fino a 1790 passeggeri e 480 veicoli.
È un traghetto ro/ro, dotato di doppia apertura, sia della prua che del portellone a poppa.

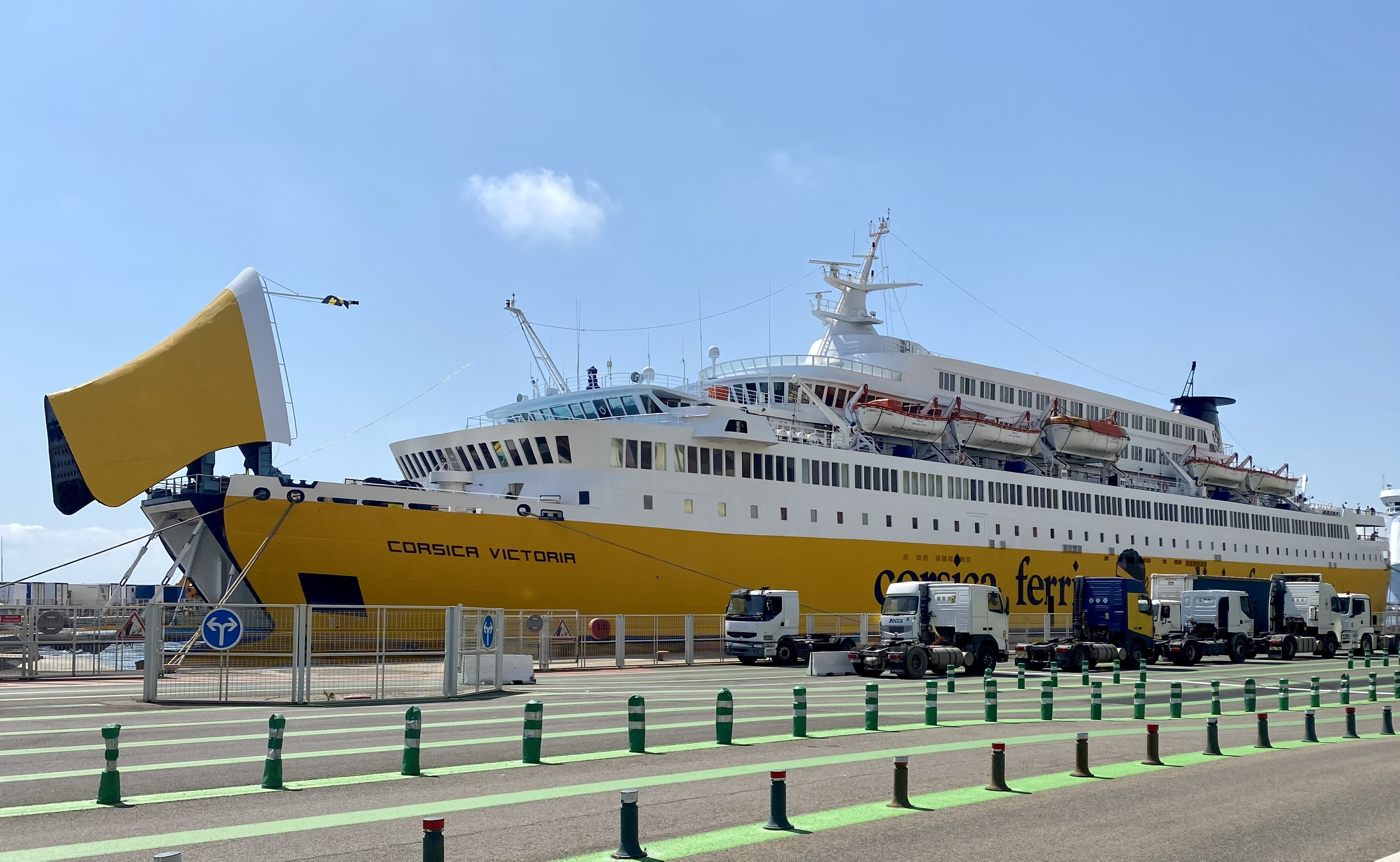
Il traghetto ormeggiato di prua a Bastia durante il servizio sotto il nome di Corsica Victoria.

I servizi disponibili a bordo sono: cabine (220), ristorante à la carte, ristorante self-service (530 posti distribuiti tra i due ristoranti), 2 bar (266 e 137 posti), disco bar (157 posti), caffetteria, boutique, mini-market, cinema/auditorium (150 posti), area giochi per bambini, sala video games, piscina e solarium.
La nave è strutturata su nove ponti:
- Ponte 9 - Amethyst deck: cabine
- Ponte 8 - Emerald deck: bar, solarium, cabine
- Ponte 7 - Sapphire deck: solarium, cabine
- Ponte 6 - Diamond deck: ristorante à la carte, ristorante self-service, caffetteria, boutique, mini-market, area giochi per bambini, sala video games, bar interno, bar esterno, piscina, solarium.
- Ponte 5 - Ruby deck: reception, cabine
- Ponte 4 - Garage deck
- Ponte 3 - Garage deck
- Ponte 2 - Crystal deck: cinema/auditorium,disco bar

Nel 1989 fu portata nei cantieri navali I.N.M.A. di La Spezia, già autori del rinnovamento della gemella Corsica Regina, per essere sottoposta a importanti lavori di ristrutturazione, che comportarono l'allungamento del traghetto di circa 23 metri e l'aggiunta di due ponti. Dallo stesso anno al 1999 sulle fiancate ha avuto solo il nome Corsica ferries in quanto non ancora accorpata a sardinia ferries.
Dal 1999, anno in cui si unirono le due compagnie, sulle fiancate sono presenti entrambi i nomi separarti dal logo della "testa".
A febbraio 2023, dopo la vendita a Flipper Lines, sono stati rimossi tutti i loghi della precedente compagnia ma sono rimasti invariati i colori esterni e tutti gli ambienti interni.
La nave è attualmente intitolata alla regina Rinas, regina della Nubia.

## Servizio
Il traghetto è stato costruito presso i cantieri navali Jozo Lozovina-Mosor di Traù, nella ex Jugoslavia, insieme alla nave gemella Visby. La sua costruzione era stata commissionata dalla compagnia di navigazione svedese Stena Line, ma durante i lavori il contratto fu acquisito dalla Rederi AB Gotland. Varato il 12 febbraio 1973 con il nome di Gotland, il traghetto fu consegnato alla compagnia proprietaria nel dicembre dello stesso anno ma, poiché si dovette procedere ad alcuni lavori supplementari, entrò in servizio solo nel 1975.
Nel gennaio 1989 la nave fu ceduta alla compagnia italo-francese Corsica Ferries, che la ribattezzò Corsica Victoria. Nella primavera del 1990 rientrò in servizio dopo importanti lavori.

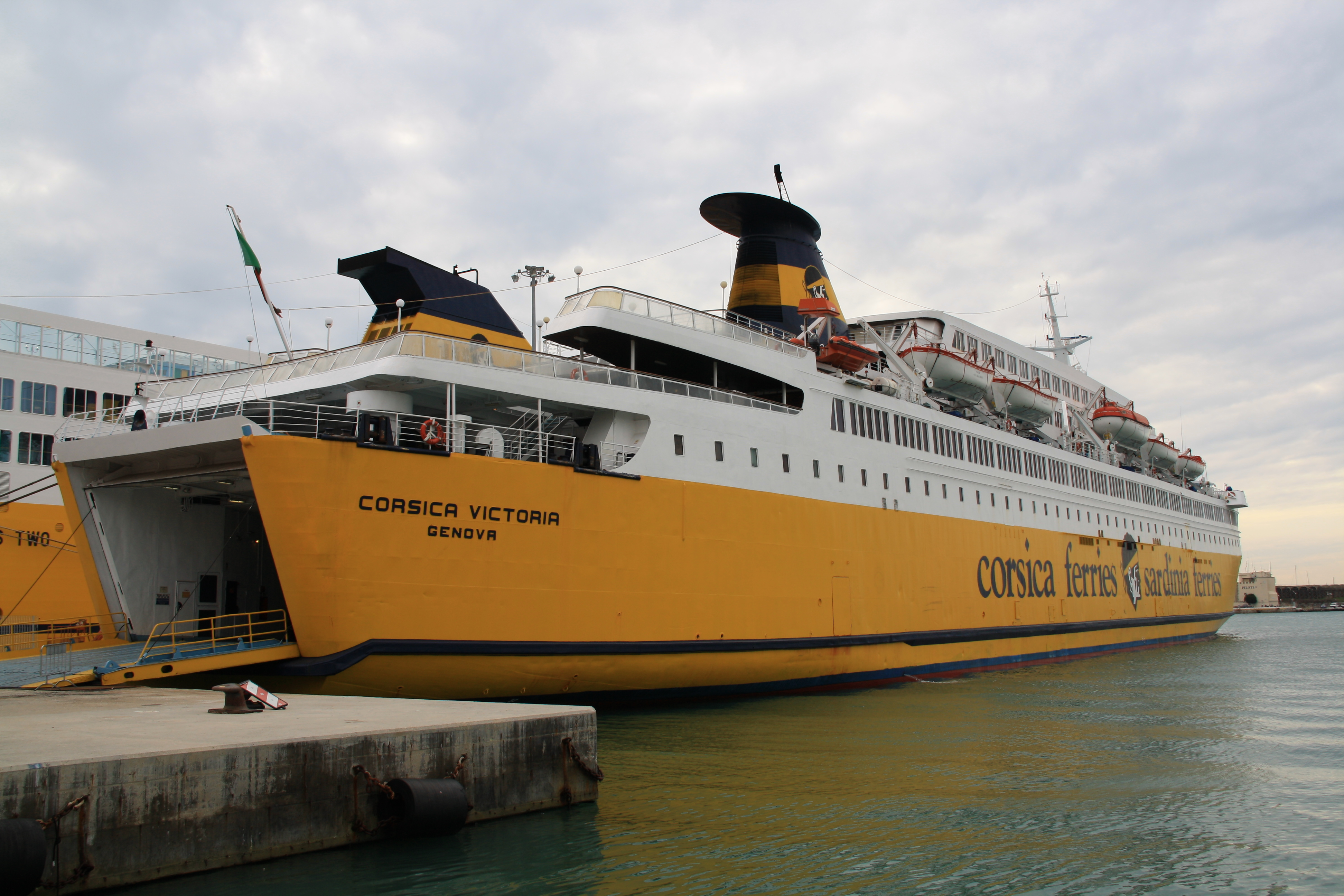
L'allora Corsica Victoria a Livorno nel 2012.

Negli anni la nave ha navigato tra i porti di Livorno, Piombino, Genova, Savona, Golfo Aranci, Nizza, Tolone, Ajaccio, Bastia, Calvi, Isola Rossa.
Posto in disarmo a settembre 2022 nel porto di Livorno, nel 2023 il traghetto viene venduto alla compagnia Flipper Lines, che gli dà il nome di Camomilla e le assegna il servizio sulla tratta Brindisi-Valona.
Successivamente rimane in disarmo a Katakolo, in Grecia, dal 1º marzo al 28 luglio 2024, quando, imbarcati 30 camion e 3 trattori, lascia il porto alla volta di Tuzla, venendo venduta alla Tarco Marine e rinominata Queen Rinas. Diviene così la prima nave ad issare bandiera sammarinese.
Nei mesi successivi la nave rimane in disarmo nel porto di Jeddah.
A fine 2024 si ricongiunge con l'ex compagna di flotta Corsica Marina Seconda, ribattezzata poi con il nome di Al Jabara, neoacquisto della compagnia sudanita.
Il 15 dicembre 2024 ha preso ufficialmente servizio nei collegamenti tra il Sudan e l'Arabia Saudita, tra i porti di Suakin e Jeddah.
Il 28 marzo viene posta fuori servizio e salpa il giorno successivo per Suez, dove viene sottoposto a lavori di manutenzione straordinaria.
Il 14 luglio issa bandiera di Saint Kitts e Nevis.

## Navi gemelle
- Kevalay Queen (già Sardinia Regina)